# Giuseppe Bonini (atleta)
Mario Giuseppe Bonini (Golasecca, 19 agosto 1897 – Roma, ...) è stato un mezzofondista e velocista italiano.
Nel 1920 divenne campione italiano nei 400 metri piani e prese parte ai Giochi olimpici di Anversa, dove fu eliminato nelle fasi di qualificazione dei 1500 metri e arrivò in semifinale negli 800 metri.
Nel 1921 fu medaglia d'oro ai campionati italiani assoluti di atletica leggera negli 800 metri.
Nel 1924 partecipò ai Giochi olimpici di Parigi, ma ancora una volta fu eliminato durante le qualificazioni degli 800 metri.

## Palmarès
| Anno | Manifestazione  | Sede    | Evento           | Risultato     | Prestazione | Note |
| ---- | --------------- | ------- | ---------------- | ------------- | ----------- | ---- |
| 1920 | Giochi olimpici | Anversa | 800 metri piani  | elim. semif.  | 1'58"5 s    |      |
| 1920 | Giochi olimpici | Anversa | 1500 metri piani | elim. qualif. | n/d         |      |
| 1924 | Giochi olimpici | Parigi  | 800 metri piani  | elim. qualif. | n/d         |      |

## Campionati nazionali
- 1 volta campione italiano assoluto dei 400 metri piani (1920)
- 1 volta campione italiano assoluto degli 800 metri piani (1921)

1920
- Oro ai campionati italiani assoluti di atletica leggera, 400 metri piani - 53"0

1921
- Oro ai campionati italiani assoluti di atletica leggera, 800 metri piani - 2'02"2/5
- Bronzo ai campionati italiani assoluti di atletica leggera, 400 m piani
- Bronzo ai campionati italiani assoluti, staffetta 4x100 m

1922
- Bronzo ai campionati italiani assoluti, 1500 m piani
- Argento ai campionati italiani assoluti, 800 m piani - 1'57"4/5
- Argento ai campionati italiani assoluti, staffetta 4x400 m - 3'29"2/5

1923
- Argento ai campionati italiani assoluti, 800 m piani - 2'01"1/5

1924
- Bronzo ai campionati italiani assoluti, 400 m piani - 51"1/5